# Clinitron-Bett

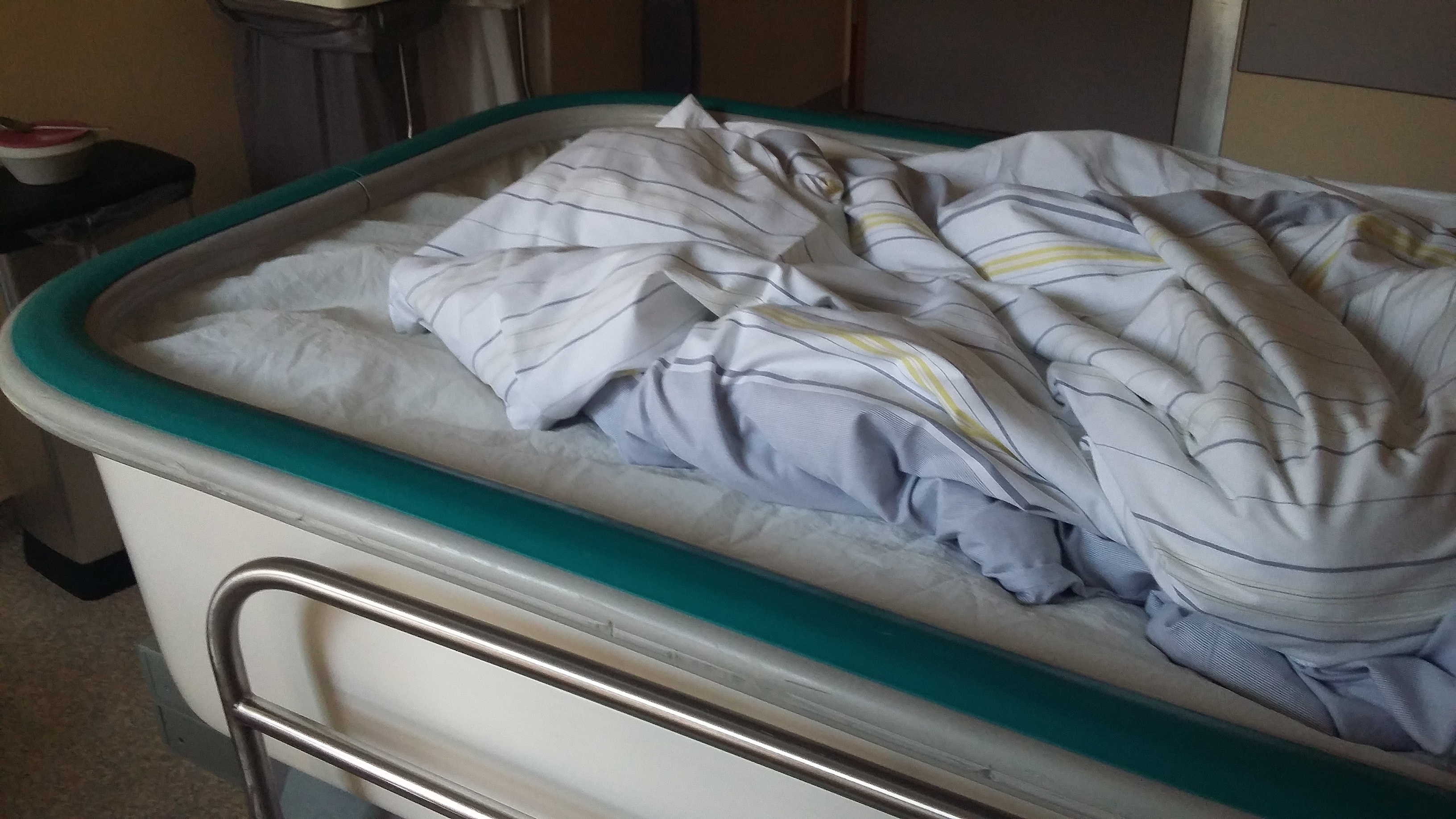
Air Fluidised Bed, bzw. Clinitron-Bett, Chirurgiestation des Universitätsklinikum Lübeck, 2019

Ein Clinitron-Bett oder Air-Fluidised-Bett ist ein spezielles Pflegebett, welches überwiegend in der Intensivmedizin zum Einsatz kommt.

## Einsatzgebiete
Das Spezialbett hat ein sehr hohes Gewicht, da eine Stahlwanne sowohl die elektronischen Antriebselemente als auch die Mikroglaskugeln (oder Microfaserkügelchen) umschließt, die durch ein Gebläse permanent aufgewirbelt werden. Dadurch wird der Auflagedruck unter die Kapillardruckschwelle gesenkt.
Ähnlich wie ein Intensivbett werden Clinitronbetten für spezielle Einsatzgebiete benötigt, z. B. zur Therapie von Dekubitus- oder anderen großen Wundflächen, sowie nach umfangreichen Hauttransplantationen oder während der Wundheilung von großflächigen Verbrennungen eingesetzt.
Nach Angaben des Journal of the European Academy of Dermatology and Venereology, schließen weitere Anwendungsmöglichkeiten spezielle Erkrankungen der Haut mit ein, wie das Stevens-Johnson-Syndrom und das Lyell-Syndrom (auch als Epidermolysis acuta toxica bezeichnet).

## Besonderheiten
Besondere Eigenschaften eines Air-Fluidised-Bettes:
- bestmögliche Druckverteilung durch Anpassung an den Körper
- weniger Druckschmerz (auch nach Operationen)
- optimale Bedingungen für die Wundheilung
- alle Flüssigkeiten (einschließlich Exsudate) laufen über ein Auffangsystem ab
- durch das motorbetriebene Gebläse wird es nie still – je nach Vorerkrankung beeinträchtigt dies die Orientierung bei einigen Patienten
- eine Umlagerung ist nur mit Hilfe von Pflegepersonal möglich